# Kabballi Kaval, Tiptur
Kabballi Kaval là một làng thuộc tehsil Tiptur, huyện Tumkur, bang Karnataka, Ấn Độ.